# Andres Küng
Andres Küng (13 września 1945 – 10 grudnia 2002) był szwedzkim dziennikarzem, pisarzem, przedsiębiorcą i politykiem estońskiego pochodzenia. Urodził się w Ockelbo w Gävleborg w rodzinie uciekinierów z okupowanej Estonii przez ZSRR. W lutym 1999 roku, został odznaczony estońskim Orderem Białej Gwiazdy przez estońskiego prezydenta Lennart Meri.